# Правда (Силістринська область)

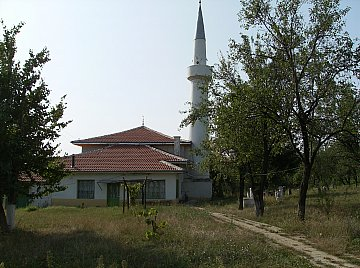

Пра́вда (болг. Правда) — село в Силістринській області Болгарії. Входить до складу общини Дулово.

## Населення
За даними перепису населення 2011 року у селі проживала 1751 особа.
Національний склад населення села:
| Національність   | Кількість осіб | Відсоток |
| ---------------- | -------------- | -------- |
| турки            | 1397           | 80,8%    |
| цигани           | 289            | 16,7%    |
| болгари          | 42             | 2,4%     |
| Всього відповіли | 1730           |          |

Розподіл населення за віком у 2011 році:
Динаміка населення: